# Lepturges limpidus
Lepturges limpidus es una especie de escarabajo longicornio del género Lepturges, categorizada en la tribu Acanthocinini, de la subfamilia Lamiinae. Fue descrita por Bates en 1872.

## Descripción
Mide 6,47-9,54 mm de longitud.

## Distribución
Se distribuye por Argentina, Bolivia, Brasil, Colombia, Costa Rica, El Salvador, Guatemala, Guayana Francesa, Honduras, México, Nicaragua, Panamá, Paraguay y Perú.